# Nissan Nuvu
Der Nissan Nuvu ist ein Konzeptfahrzeug von Nissan, das auf dem Pariser Autosalon 2008 vorgestellt wurde.

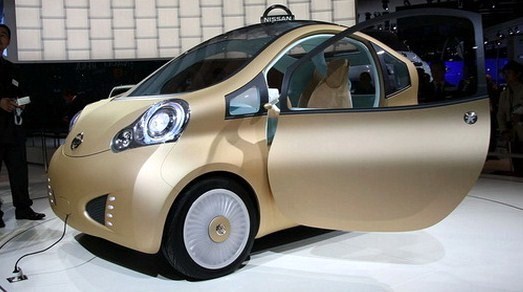

Es handelt sich dabei um ein vollelektrisch betriebenes Stadtauto mit vorne zwei und hinten einem Sitzplatz. In das Dach sind Sonnenkollektoren wie Blätter eines Baumes geformt. Das Elektrofahrzeug erreicht eine Höchstgeschwindigkeit von ca. 121 km/h und eine Reichweite von etwa 130 km bei vollgeladener Batterie.
Der Name Nuvu bedeutet übersetzt „neuer Blick“ und soll Aussicht darauf geben, wie sich der Verkehr in der Mitte des Jahrzehnts
in der Stadt bewegen könnte. Der Nuvu hat eine Länge von nur 3 Metern. Auch dadurch ist er sehr wendig, leicht zu fahren und noch einfacher zu parken. Er repräsentiert das Engagement von Nissan in der Elektrofahrzeug-Technologie.